# Gliese 440
Gliese 440 é uma estrela anã branca localizada a 15 anos-luz da Terra. De acordo com uma publicação de 2009, é a quarta anã branca mais próxima do Sol conhecida (após Sirius B, Procyon B, e a estrela de van Maanen).
Anãs brancas são estrelas que não estão mais gerando energia em seu núcleo através da fusão nuclear, e em vez disso estão lentamente irradiando sua energia remanescente. Gliese 440 é classificada com um tipo espectral de DQ, um tipo raro de anã branca que apresenta indícios de carbono atômico ou molecular em seu espectro.
Gliese 440 tem apenas três quartos da massa solar. Quando estava na fase de sequência principal, tinha uma massa de 4,4 vezes a massa solar, e provavelmente era uma estrela de classe espectral B (entre B4 e B9). A maior parte da massa de Gliese 440 foi perdida após passar pelo estágio do ramo gigante assimptótico, pouco antes de se tornar anã branca.
Observações com o Telescópio Espacial Hubble não revelaram nenhum objeto companheiro visível, pelo menos até o limite de detecção.
Gliese 440 pode ser um membro do grupo de movimento Wolf 219, que tem sete possíveis membros. Essas estrelas têm um movimento semelhante pelo espaço, o que pode indicar uma origem comum. As estrelas desse grupo se deslocam a uma velocidade espacial estimada de 160 km/s e estão seguindo uma órbita altamente excêntrica na Via Láctea.